# 龍幸伸
龍幸伸（日语：／ Tatsu Yukinobu），日本漫畫家。男性。出身於埼玉縣。2010年，他以在《月刊少年Magazine》（講談社）上連載的《正義之祿號》首次亮相。自2021年起，在《少年Jump+》（集英社）上連載《膽大黨》。

## 來歷

### 成長時期
龍幸伸從小就表現出繪畫天賦，儘管他從未上過藝術學校或補習班，但他的作品有時仍會獲獎。不過，他並沒有打算成為漫畫家。雖然他讀過漫畫，但他「只是像塗鴉一樣畫畫」。他也花時間打過棒球。從小學開始，他就讀過上山徹郎的《LAMPO-THE HYPERSONIC BOY-》並臨摹其中的內容。對龍幸伸來說，這部作品是他最喜歡的作品之一，對他產生了很大的影響。他將上山列為他所欽佩的作家。那時，他對神秘學並不是特別感興趣。
中學時期，他開始喜歡上三浦建太郎的《烙印勇士》、皆川亮二的《ARMS神臂》和《轟天高校生》、大友克洋的《AKIRA》等刺激的動作和戰鬥類作品，他以與自己相似的方式閱讀角色。他喜歡「擅長繪畫，並透過繪畫來表達事物」的作家。

### 直至出道
由於在就職冰河期找不到工作，他開始在便利商店打工。21歲時，他打工的店長因為他擅長畫畫而建議他成為漫畫家，這讓他開始畫漫畫。熱愛鋼彈的龍幸伸，用原子筆創作了一部100頁的以鋼彈為主題的漫畫，並把它帶到了《鋼彈ACE》（KADOKAWA）。雖然遭到批評，但他還是因為他的繪畫技巧而被邀請成為助手。他成為曾野由大的助手，在製作現場工作，從上午10點畫漫畫到隔天早上5點左右，就睡在影印機旁。即便如此，對於從未學過漫畫的龍幸伸來說，這裡是一個有很多擅長繪畫的人的工作場所，他能夠「從頭開始學習一切」，從如何使用沾水筆到如何填墨。

### 出道
在擔任助理約3年並向雜誌投稿漫畫後，他獲得了《月刊少年Magazine》（講談社）頒發的「月刊新人漫畫獎大挑戰」佳作。2010年9月，25歲的他以連載《正義之祿號》出道，這是一部關於宅男的網路動作故事。2011年4月該作品被腰斬後，2013年2月開始在同一雜誌連載以高中棒球為主題的《FIRE BALL！》，卻也在2014年結束。當時，龍幸伸與他的編輯已經合不來，他考慮將他的作品轉到其它雜誌。

### 轉移至《Jump》系列
2015年1月，一直考慮在月刊上發表作品的龍幸伸認為在《Jump》系列上發表是最好的，於是他打電話給了《Jump SQ》（集英社），並在帶他的漫畫來的時候遇到了編輯林士平。該雜誌上發表了一部短篇故事，即使在林士平從該雜誌轉到《少年Jump+》（同一出版社）之後，他仍然繼續致力於在《週刊少年Jump》上連載，但是從未實現。他曾擔任賀來友治、藤本樹的漫畫助手。據林士平透露，性格嚴肅、很愛思考的龍幸伸，透過擁有兩名「喜歡畫他覺得有趣的東西」的助手，「受到了刺激，感覺自己的才華得到了磨練」。在擔任助手期間，龍幸伸提交了一份連載提案，但該提案從未在會議上獲得批准。

### 沒有畫漫畫期間
提議在《Jump SQ》上連載被拒稿，2019年夏天投稿的關於的連載企劃也被拒絕了。據林士平說，龍幸伸不再能夠畫漫畫，「因為龍幸伸用盡他擁有的一切」創作的未獲準連載。隨後，林士平對龍幸伸說「哪怕只有一頁，我也希望你畫出你喜歡的任何東西」。龍幸伸查看自己的筆記本時，發現一行字寫著「電影《貞子vs伽椰子》很有趣」。龍幸伸並不特別喜歡恐怖類型，但他記得這個系列「以一種好的方式愚蠢並且真的很有趣」，並認為可以在自己的漫畫中運用這一點。同一作品中的一句「怪物就是要以怪物來對付」的台詞成為了決定性因素，從而誕生了「利用受到詛咒的『高速婆婆』的力量對抗超自然力量」的《膽大黨》的設定。

### 《膽大黨》連載
在構思《膽大黨》的企劃時，藤本的《鏈鋸人》和賀來的《地獄樂》的故事都已接近尾聲，「我想在開始連載之前，幫他們到最後」，因此連載會議用的《膽大黨》經過了很長時間的製作。考慮到該作品並未在《Jump SQ.》和《週刊少年Jump》上連載，林士平向《少年Jump+》提交了連載名稱，編輯部決定「讓我們徹底評估龍的才華並嘗試一下」，該作品決定在2020年春季的連載會議上連載。
2021年4月，開始在《少年Jump+》上連載超自然主題的戰鬥漫畫《膽大黨》。在連載初期，團隊拼命避免它被腰斬，但龍幸伸認為「如果有一天它能被製作成動畫就好了」。該作品自連載以來一直在社群媒體上引起熱議，從第1話開始就創下了該網站首次「連續3話發布一週內PV突破100萬」的記錄，並成為其招牌作品之一。該作品獲得「下一部人氣漫畫大獎2021」網路漫畫部門中第2名、「全國書店店員推薦漫畫2022」第1名、「漫畫大獎2022」第7名。並決定於2024年改編成電視動畫。

## 年表
- 2010年：開始連載《正義之祿號》（—2011年），並以漫畫家的身份出道[4][7][9]。
- 2013年：開始連載《FIRE BALL！（日语：FIRE BALL!）》（—2014年）[11]。
- 2015年：《戀愛栽培法》刊登於《Jump SQ.CROWN》[21]。
- 2021年：《膽大黨》開始連載[4]。

## 風格
在以神秘學為主題的《膽大黨》中，作家小林優介評論說「超自然生物的描繪藝術性十足，衝擊力十足」，並且與「輕鬆的氛圍」相結合，形成了鮮明的對比。此外，《產經新聞》的漫畫書評「漫畫漫遊」也對作品給予了高度評價，稱其「繪畫細緻，畫面運用得非常精妙。〔中略〕戰鬥場面也非常犀利。最重要的是，超出預期的劇情反轉讓讀者驚嘆不已」。作家成馬零一表示「龍幸伸的刻畫方式是讓故事從一個略微超脫的視角展開」，而細緻的背景描寫「凸顯了虛構怪物的現實性」。插畫家山中虎鐵將台詞比喻為言靈，彷彿文字中蘊含著靈魂。《MU》（ONE PUBLISHING）雜誌評論說，該作品充滿了神秘元素，包括「不明飛行物、詛咒、心靈感應和都市傳說」，禪宗僧侶兼心理學家吉村昇洋表示，這部作品對於神秘學愛好者來說具有不可抗拒的吸引力。

### 漫畫製作
他說過，以前「在皮克斯展上學會了製作印像板，嘗試了一下之後發現很適合自己」，在策劃系列時，很容易獲得龍幸伸的形象，也很容易將形象傳達給負責編輯，因此根據作品進行剪輯。然而，《膽大黨》沒有情節，也沒有形象板，突然從名字開始畫出來的。在與林士平會面時，他們進行了坦誠的交談，玩接球遊戲並討論想法。龍幸伸喜歡構思場景，當一個場景浮現在他腦海中時，他想把它全部寫出來，但考慮到可讀性，他盡量不在作品中描述場景。
雖然有時會受到主編對其表達方式的批評，但他認為「我不想太過在意，以致作品看起來不完整」，他重視自身的寫實主義，並根據「這個角色可能會說這樣的話」或「這個人不會這樣做」的思維來創作台詞和情節發展。
在他「希望觀眾感覺良好的場景」之前，他有時會「故意加入小畫面」來創造「一種非常緊密與凝聚的感覺」。即使出版媒體轉向智慧型手機等，龍幸伸仍然認為「跨頁很重要」，他會在創作作品的同時仔細思考如何使用雙頁跨頁進行表現。他認為跨頁尤其重要，因為「需要改變線條的粗細來創造強烈而細膩的效果，所以G筆是不可或缺的」，並稱ZEBRA的G筆是創作漫畫時不可或缺的伙伴。
因為相信「恐怖和喜劇是相輔相成的」，所以《膽大黨》的製作理念是“將恐怖中的幽默元素發揮到極致”，就像伊藤潤二的《富江》一樣。
《膽大黨》由5位助手組成的團隊製作。

## 評價
據藤本樹稱，截至2022年，龍幸伸擁有「目前少年漫畫中最頂尖的繪畫技巧」，而賀來友治也評價他是「據我所知，整體繪畫能力最強的人」。自由作家青木圭介評價，他的繪畫能力「能夠以細膩的筆觸再現最微妙的透視感，描繪出令人印象深刻的場景」。龍幸伸的編輯林士平說，因為他喜歡繪畫，所以他的技巧「與眾不同」、「甚至連作家都在談論它」。《FEEL YOUNG》（祥傳社）的編輯神成明音表示，這些畫風讓讀者感覺「雖然很恐怖，但還是想讀」。《Manga One》（小學館）的編輯千代田修平則表示，《膽大黨》採用了「極其徹底和徹底」的漫畫畫風。

## 人物
龍幸伸知道自己性格焦慮，因為他想知道讀者對他所畫作品的反應，所以他做了很多自我探索。
他最喜歡的東西之一是設計《超人力霸王》等作品的成田亨的畫集。他被成田設計的「原始感」所吸引，在成田的所有設計中，他最喜歡的是巴爾坦外星人。《膽大黨》中出現的賽伯星人特別受到了成田的影響。
他將三浦建太郎的《烙印勇士》列為他最喜歡的漫畫，無論讀多少遍都會讓他感動，並說「沒有其他漫畫是我讀得那麼多的」。龍幸伸評價《烙印勇士》時表示「沒有其他作品能有如此細緻的世界觀」、「也沒有其他作品能有如此驚豔的表現」，並表示正是受到這部作品的影響，自己在畫面表現上也盡量避免偷工減料。

## 作品列表

### 漫畫
- 註記
  - 〈類型〉根據連載或單篇，分為兩種。
  - 〈收錄〉未：未收錄至單行本。

|  | 連載作品 |  | 單篇作品 |

|   | 作品名（日文原名） | 類型 | 發行         | 刊登                                                                                | 收錄 | 備註                                 |
| - | ------------------ | ---- | ------------ | ----------------------------------------------------------------------------------- | ---- | ------------------------------------ |
| 1 | 正義之祿號（）     | 連載 | 講談社集英社 | 《月刊少年Magazine》2010年10月號—2011年5月號《少年Jump+》2024年5月2日—2024年6月20日 | —    | 出道作品、首部連載作品。             |
| 2 | FIRE BALL！        | 連載 | 講談社       | 《月刊少年Magazine》2013年3月號—2014年9月號                                         | —    | 描繪高中棒球選手的作品。             |
| 3 | 戀愛栽培法（）     | 單篇 | 集英社       | 《Jump SQ.CROWN》2015年夏季號                                                       | 未   | 作為新人單篇漫畫在增刊創刊號上發表。 |
| 4 | かみさまのいるまち | 單篇 | 集英社       | 《Jump SQ.CROWN》2015年秋季號                                                       | 未   | 一部「真情動作愛情故事」作品。       |
| 5 | 山田危機一發（）   | 單篇 | 集英社       | 《少年Jump+》2019年4月27日                                                          | 未   | 「Jump＋GW單篇祭」作品。             |
| 6 | 膽大黨（）         | 連載 | 集英社       | 《少年Jump+》2021年4月6日—連載中                                                    | —    | 超自然動作愛情喜劇。                 |

### 書籍
有關詳細的書目信息，請參閱每篇連結的文章。
- 註記
  - 〈標籤〉KC：講談社Comics／JC：JUMP COMICS

|   | 書名（日文原名） | 出版社 | 標籤 | 發行年份      | 判型 | 冊數 | 備註             |
| - | ---------------- | ------ | ---- | ------------- | ---- | ---- | ---------------- |
| 1 | 正義之祿號       | 講談社 | KC   | 2011年        | 新書 | 2    | [ 44 ] [ 45 ]    |
| 2 | FIRE BALL！      | 講談社 | KC   | 2013年—2014年 | 新書 | 5    |                  |
| 3 | 膽大黨           | 集英社 | JC   | 2021年—       | 新書 | 20   |                  |
| 4 | 正義之祿號       | 集英社 | JC   | 2024年        | 新書 | 2    | 同由集英社刊行。 |

### 其它
- （講談社特設網站，2015年1月1日公開[49]）
- SQ.MANGA Trailer 第3回 龍幸伸×絕地救援（《Jump SQ.》公式官網[50]）—電影《絕地救援》預告漫畫[50]
- SQ.MANGA Trailer 第16回 龍幸伸×歡樂好聲音（《Jump SQ.》公式官網[51]）—電影《歡樂好聲音》預告漫畫[51]
- 少年Jump+漫畫獎 創設紀念日每日訊息（少年Jump+和漫畫獎網站上公開[52]，2022年2月22日[52]）
- THE ART OF COROLLA CROSS（「COROLLA CROSS 100 ways」網站[53]，2021年11月3日公開[53]）—原創插圖貢獻[53]

## 相關人物

### 漫畫家
賀來友治
在《地獄樂》連載期間，龍幸伸曾經擔任賀來的助理，並在現場擔任他的主要助理。他也是藤本樹的同事和助理。
藤本樹
自從藤本開始發表單部短篇以來，龍幸伸一直擔任他的助理。原本在其他單位工作的龍幸伸，在《炎拳》連載開始前，經編輯林士平介紹說「有一個新人在進行他的第一次連載」，於是便加入了藤本的團隊。他也曾擔任《鏈鋸人》的助理，擔任主要助理。

### 責任編輯
林士平
《膽大黨》責任編輯。

## 腳註

## 外部連結
- 龍幸伸的X（前Twitter） （日語）